# Brunettia remostyla
Brunettia remostyla är en tvåvingeart som beskrevs av Quate 1967. Brunettia remostyla ingår i släktet Brunettia och familjen fjärilsmyggor. Inga underarter finns listade i Catalogue of Life.